# Солнечный (Челябинская область)
Со́лнечный — посёлок в Сосновском районе Челябинской области. Административный центр Солнечного сельского поселения.

## География
Посёлок находится на левом (северном) берегу реки Миасс, у её пересечения с Восточно-Уральским железнодорожным ходом, на расстоянии примерно 5 км от северо-восточной окраины города Челябинск, административного центра района. Абсолютная высота — около 190 м над уровнем моря.

## Население
| 2002 | 2010  |
| ---- | ----- |
| 1086 | ↗1104 |

## Улицы
| - ул. Гагарина, - пер. Железнодорожный, - ул. Зелёная, - ул. Клубничная, - ул. Миасская, | - ул. Мира, - пер. Мира, - ул. Набережная, - пер. Первомайский, - ул. Российская, | - пер. Российский, - ул. Садовая, - пер. Садовый, - ул. Солнечная, - пер. Уральский. |

## Инфраструктура
В посёлке действуют средняя школа, детский сад, дом культуры, почтовое отделение.

## Транспорт
Вблизи посёлка расположена станция Баландино Южно-Уральской железной дороги.